# Американо-лихтенштейнские отношения
Американо-лихтенштейнские отношения — двусторонние дипломатические отношения между США и Лихтенштейном. 

## История
В 1997 году были установлены дипломатические отношения. Дружеские отношения между странами основываются на близком коммерческом взаимодействии и общей поддержки демократии, прав человека и свободного рынка. Соединенные Штаты и Лихтенштейн подписали договор о взаимной правовой помощи, ориентированный на совместную борьбу с отмыванием денег и другими незаконными банковскими операциями, а также соглашение об обмене налоговой информацией. Соединенные Штаты не имеют посольства в Лихтенштейне, но посол США в Швейцарии представляет интересы страны и в Лихтенштейне.

## Торговля
Лихтенштейн и Швейцария составляют одну общую экономическую зону с открытыми границами между двумя странами. Европейское экономическое пространство (в том числе Лихтенштейн и Швейцария), представляет значительный интерес для американских экспортеров и инвесторов.